# Pueraria peduncularis
Pueraria peduncularis är en ärtväxtart som först beskrevs av George Bentham, och fick sitt nu gällande namn av George Bentham. Pueraria peduncularis ingår i släktet Pueraria och familjen ärtväxter. Inga underarter finns listade i Catalogue of Life.